# Тодоровце
Тодоровце је насељено место града Лесковца у Јабланичком округу. Према попису из 2022. било је 429 становника.
Овде се налази ФК Тодоровце.

## Етимологија
Ово је село добило име свакако по своме оснивачу Тодору, а мoжда и по неком локалном властелину српске средњовековне државе чије је село било.

## Географија

### Положај
Село Тодоровце је засељено у алувијалној равни реке Ветернице, 18 километара јужно од Лесковца, а три километра северно од Мирошевца. Пo своме положају типично је равничарско село на левој обали реке Ветернице.

### Хидрографија
Тодоровце је засељено на десној обали реке Ветернице. Изданске воде, благодарећи притиску воде ове највеће текућице кроз Поречје су блиске, па свака кућа у Тодоровцу има свој бунар.

### Земља
Тодоровце по величини свога атара спада у мања села Поречја. Површина његовог атара износи 502 хектара, од њега на обрадиву земљу пада 238 хектара, а на шуме 177 хектара. Земља носи ове називе: Џамиште, источно од села, Параспури, Ковраци, Тршевине, Луке, Гарине, Дугачке њиве, Јашарева шума и њиве, Китице (виногради) Стар забран, Ограђа, Сузава (ливаде), Црната долина (по жежницама), Станкова долина.

## Историја
Под данашњим именом ово се село не помиње у познатим документима из доба српске средњовековне државе. Moryћe je да је оно у то време постојало под неким другим именом, као што данас нема неких села која се у повељама помињу као села у Дубочици, али их сада под тим именом нема, као на пример село Товрљанце или Седларце. Било би caмo нагађање помисао да је садашње Тодоровце ондашње Товрљанце.
Хан помиње Тодоровце као село са 25 кућа, а Милићевић је забележио да је село Тодоровце одмах после ослобођења од Турака имало 44 пореске главе. Према наводима старијих мештана, Тодоровце је у турско доба било господарско село и његов господар био је Ак-ага који је имао 2 сина, Јашара и Јумера (Омера). Могуће је да су ова двојица, након смрти свога оца Ак-аге, поделили село и као такви и били последњи господари. Као господарско село, Тодоровце је плаћало аграрни дуг. Неки Тодоровчани нису били у могућности да плаћају уредно доспеле рате дуга, па им је земља изложена јавној продаји за дуг, камату и трошкове извршења. Један од купаца на лицитацијама био је свештеник при цркви у Бунушком Чифлуку, поп Гавра, који је тако купујући земљу презадужених сељака створио посед од 300—400 дулума.

## Демографија
У насељу Тодоровце живи 412 пунолетних становника, а просечна старост становништва износи 41,3 година (40,4 код мушкараца и 42,3 код жена). У насељу има 119 домаћинстава, а просечан број чланова по домаћинству је 4,38.
Ово насеље је великим делом насељено Србима (према попису из 2002. године).
|  |

| Демографија | Демографија | Демографија |
| Година      | Становника  | Становника  |
| ----------- | ----------- | ----------- |
| 1948.       | 407         |             |
| 1953.       | 458         |             |
| 1961.       | 484         |             |
| 1971.       | 513         |             |
| 1981.       | 537         |             |
| 1991.       | 576         | 569         |
| 2002.       | 521         | 532         |
| 2011.       | 477         |             |
| 2022.       | 429         |             |

| Етнички састав према попису из 2002.‍ | Етнички састав према попису из 2002.‍ | Етнички састав према попису из 2002.‍ | Етнички састав према попису из 2002.‍ | Етнички састав према попису из 2002.‍ |
| ------------------------------------ | ------------------------------------ | ------------------------------------ | ------------------------------------ | ------------------------------------ |
|                                      |                                      |                                      |                                      |                                      |
| Срби                                 | Срби                                 |                                      | 518                                  | 99,42%                               |
| Црногорци                            | Црногорци                            |                                      | 1                                    | 0,19%                                |
| непознато                            | непознато                            |                                      | 1                                    | 0,19%                                |

| \| \| м \| \| \| ж \| \| ? \| 2 \| \| \| 5 \| \| 80+ \| 4 \| \| \| 6 \| \| 75—79 \| 6 \| \| \| 15 \| \| 70—74 \| 9 \| \| \| 13 \| \| 65—69 \| 25 \| \| \| 29 \| \| 60—64 \| 18 \| \| \| 15 \| \| 55—59 \| 11 \| \| \| 7 \| \| 50—54 \| 19 \| \| \| 15 \| \| 45—49 \| 24 \| \| \| 15 \| \| 40—44 \| 18 \| \| \| 17 \| \| 35—39 \| 16 \| \| \| 23 \| \| 30—34 \| 16 \| \| \| 16 \| \| 25—29 \| 14 \| \| \| 14 \| \| 20—24 \| 13 \| \| \| 10 \| \| 15—19 \| 20 \| \| \| 26 \| \| 10—14 \| 21 \| \| \| 17 \| \| 5—9 \| 13 \| \| \| 13 \| \| 0—4 \| 8 \| \| \| 8 \| \| Просек : \| 40,4 \| \| \| 42,3 \| |      |  |  |      |
| |      |  |  |      |
| | м    |  |  | ж    |
| ? | 2    |  |  | 5    |
| 80+ | 4    |  |  | 6    |
| 75—79 | 6    |  |  | 15   |
| 70—74 | 9    |  |  | 13   |
| 65—69 | 25   |  |  | 29   |
| 60—64 | 18   |  |  | 15   |
| 55—59 | 11   |  |  | 7    |
| 50—54 | 19   |  |  | 15   |
| 45—49 | 24   |  |  | 15   |
| 40—44 | 18   |  |  | 17   |
| 35—39 | 16   |  |  | 23   |
| 30—34 | 16   |  |  | 16   |
| 25—29 | 14   |  |  | 14   |
| 20—24 | 13   |  |  | 10   |
| 15—19 | 20   |  |  | 26   |
| 10—14 | 21   |  |  | 17   |
| 5—9 | 13   |  |  | 13   |
| 0—4 | 8    |  |  | 8    |
| Просек : | 40,4 |  |  | 42,3 |

| Година пописа     | 1948. | 1953. | 1961. | 1971. | 1981. | 1991. | 2002. |
| ----------------- | ----- | ----- | ----- | ----- | ----- | ----- | ----- |
| Број домаћинстава | 52    | 62    | 81    | 105   | 122   | 123   | 119   |

| Број чланова      | 1 | 2  | 3  | 4  | 5  | 6  | 7  | 8 | 9 | 10 и више | Просек |
| ----------------- | - | -- | -- | -- | -- | -- | -- | - | - | --------- | ------ |
| Број домаћинстава | 9 | 16 | 18 | 12 | 19 | 33 | 11 | 1 | 0 | 0         | 4,38   |

| Пол    | Укупно | Неожењен/Неудата | Ожењен/Удата | Удовац/Удовица | Разведен/Разведена | Непознато |
| ------ | ------ | ---------------- | ------------ | -------------- | ------------------ | --------- |
| Мушки  | 215    | 46               | 153          | 14             | 2                  | 0         |
| Женски | 226    | 33               | 154          | 36             | 3                  | 0         |
| УКУПНО | 441    | 79               | 307          | 50             | 5                  | 0         |

| Пол    | Укупно                    | Пољопривреда, лов и шумарство | Рибарство                            | Вађење руде и камена | Прерађивачка индустрија       |
| ------ | ------------------------- | ----------------------------- | ------------------------------------ | -------------------- | ----------------------------- |
| Мушки  | 103                       | 26                            | 0                                    | 0                    | 32                            |
| Женски | 48                        | 4                             | 0                                    | 0                    | 23                            |
| Укупно | 151                       | 30                            | 0                                    | 0                    | 55                            |
|        |                           |                               |                                      |                      |                               |
| Пол    | Производња и снабдевање   | Грађевинарство                | Трговина                             | Хотели и ресторани   | Саобраћај, складиштење и везе |
| Мушки  | 2                         | 3                             | 2                                    | 2                    | 4                             |
| Женски | 0                         | 0                             | 3                                    | 3                    | 1                             |
| Укупно | 2                         | 3                             | 5                                    | 5                    | 5                             |
|        |                           |                               |                                      |                      |                               |
| Пол    | Финансијско посредовање   | Некретнине                    | Државна управа и одбрана             | Образовање           | Здравствени и социјални рад   |
| Мушки  | 0                         | 1                             | 5                                    | 6                    | 9                             |
| Женски | 0                         | 0                             | 0                                    | 5                    | 5                             |
| Укупно | 0                         | 1                             | 5                                    | 11                   | 14                            |
|        |                           |                               |                                      |                      |                               |
| Пол    | Остале услужне активности | Приватна домаћинства          | Екстериторијалне организације и тела | Непознато            | Непознато                     |
| Мушки  | 2                         | 0                             | 0                                    | 9                    | 9                             |
| Женски | 1                         | 0                             | 0                                    | 3                    | 3                             |
| Укупно | 3                         | 0                             | 0                                    | 12                   | 12                            |

## Саобраћај
Тодоровце се налази на путу који иде из Лесковца за Мирошевце и Барје. Оно се, према томе, налазило у доба Турака на оној варијанти главне лонгитудиналне трансбалканске саобраћајнице која се одвијала долином реке Ветернице.